# Анета Міхай
Анета Міхай (23 вересня 1957) — румунська академічна веслувальниця.
Срібна призерка Олімпійських Ігор 1984 року в складі вісімки, учасниця 1980 року.
Срібна призерка Чемпіонату світу 1977 року в складі парної четвірки, бронзова призерка 1979, 1981 років у складі парної четвірки.